# خوان، شاهزاده آستوریاس
خوان، شاهزاده آستوریاس (اسپانیایی: Juan‎) (۳۰ ژوئن ۱۴۷۸ – ۴ اکتبر ۱۴۹۷) تنها پسر ایزابل یکم، ملکه کاستیا و فرناندوی دوم، پادشاه آراگون بود که به سن بزرگسالی رسید. با این حال مرگ او در ۱۴۹۷ میلادی راه را برای رسیدن حکومت کاستیا و آراگون به خوآنای یکم و در نهایت کارل پنجم فراهم شد.